# Borodzianka
Borodzianka (ukr. Бородянка, Borodianka) – osiedle typu miejskiego na Ukrainie, w obwodzie kijowskim, w rejonie buczańskim, nad Zdwyżem. W 2023 roku liczyło ok. 11,2 tys. mieszkańców.
Znajduje tu się stacja kolejowa Borodzianka, położona na linii Kijów – Korosteń – Kowel.

## Historia
Na miejscu dzisiejszej Borodzianki istniała w średniowieczu osada zwana Koziatyczami, która została zniszczona podczas najazdu Mongołów w 1240 roku. Nazwa Borodzianka wzmiankowana była po raz pierwszy w 1509 roku. Miejscowa ludność brała udział m.in. w powstaniach Chmielnickiego i Paleja.
Po drugim rozbiorze Polski w 1793 roku miejscowość znalazła się w granicach Rosji.
W dniach 11−13 czerwca 1920 toczyły się tu walki w ramach bitwy pod Borodzianką, w czasie wojny polsko-bolszewickiej.
W czasie II wojny światowej, od 24 sierpnia 1941 roku do 9 listopada 1943 roku, Borodzianka była okupowana przez wojska hitlerowskie.
W 1957 roku otrzymała status osiedla typu miejskiego. W latach 1923–1962 i 1966–2020 była siedzibą administracyjną rejonu borodziańskiego.
W marcu 2022, podczas inwazja Rosji na Ukrainę siły rosyjskie przeprowadziły bombardowanie Borodzianki, będące jedną z rosyjskich zbrodni wojennej na ludności cywilnej.